# Susie Dietterová
Susie Dietterová, celým jménem Susan E. Dietterová, je americká režisérka známá především svou prací na televizních kreslených seriálech. Režírovala epizody seriálů Simpsonovi, Futurama, Baby Blues, Recess a Kritik. Pracovala také jako animátorka dílů seriálu Looney Tunes Museum Scream a My Generation G… G… Gap. 
Dietterová byla v roce 2000 nominována na cenu Annie za úspěch v oblasti režie animované televizní produkce za režii dílu Futuramy O původu kyklopů.

## Režijní filmografie

### DílySimpsonových
5. řada
- Bart na vrcholu slávy

6. řada
- Bartovo děvče
- Zrodila se hvězda

7. řada
- Radioaktivní muž
- Domove, sladký domove
- Výjevy z třídního boje ve Springfieldu
- Mnoho Apua pro nic

8. řada
- Lízino rande s blbostí
- Důvěrnosti v základní škole

9. řada
- Líza z rodu Simpsonů

18. řada
- Zpívá celá spodina

### DílyFuturamy
- Drtivý odpad
- O původu kyklopů
- Kvílení autodlaků
- Tucet sirotků
- Božský Bender
- Temný raubíř